# Grünwettersbach

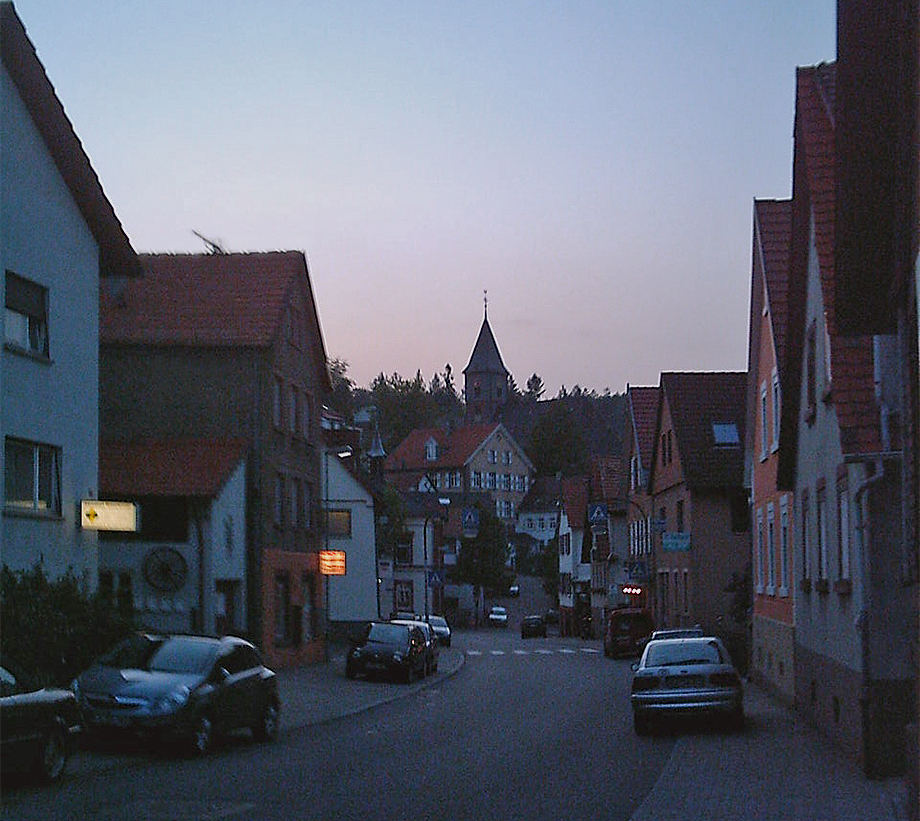
Hauptstraße mit Blick auf Kirchstaig und Alte Schule (Kirchstaig, Ecke Am Steinhäusle)

Grünwettersbach ist seit der Eingemeindung 1975 ein Stadtteil im Südosten von Karlsruhe (Baden). Zusammen mit Palmbach (weiter südöstlich gelegen) bildet Grünwettersbach die Verwaltungseinheit Wettersbach. Grünwettersbach liegt naturräumlich im nördlichen Schwarzwald und gehört seit Januar 2021 zum Naturpark Schwarzwald Mitte/Nord. Es ist über die Anschlussstelle Karlsbad von der Autobahn A8 zwischen Karlsruhe und Pforzheim erreichbar.

## Geschichte
Gegründet wurde der Ort wahrscheinlich von den Mönchen des Klosters Herrenalb (Kreis Calw). Die erste urkundliche Erwähnung als WETERSBACH, ist in einer Urkunde von Graf Otto I. von Eberstein bestätigt. Außerdem wurde die Evangelische Pfarrkirche St. Lucia erstmals 1278 erwähnt. Zu den ehemaligen Patronatsherren gehörten die Grafen von Vaihingen, deren Wappen der Ort bis zur Eingemeindung führte. Die Grafen Konrad V. von Vaihingen und sein Bruder Johann verkauften dem Deutschordensmeister Wolfram von Nellenburg „alle Güter zu ... Grünwettersbach samt dem Patronatsrecht und dem Zehnten“.
Das Dorf tauchte in der Ortschronik unter dem Namen „Wedersbach“ oder „Weddersbach“ auf. Dieser Name bezieht sich auf den Bach, der durch den Ort fließt und einem „Weter“ oder „Withar“ gehört haben soll.
Das Kloster befand sich unter der Schutzherrschaft von Württemberg. Mit der Einführung der Reformation durch Ulrich von Württemberg wurde das Kloster um 1535 aufgelöst. Ulrich übernahm das Gebiet des Alb-Pfinz-Plateaus und besaß damit einen evangelischen und württembergischen Korridor durch das Gebiet der ehemaligen Markgrafschaft Baden. Deren Erben protestierten und einer von ihnen, Bernhard III., erreichte ein kaiserliches Mandat gegen die Besitzergreifung und erreichte, dass die Pfarrei wieder katholisch besetzt wurde. Ab 1549 folgten jedoch ausschließlich evangelische Pfarrer.
Im Dreißigjährigen Krieg wurde der Ort um 1640 von kroatischen und schwedischen Truppen schwer in Mitleidenschaft gezogen und soll in jedem Jahr ebenso vollständig entvölkert gewesen sein, wie Mutschelbach. 1689 wurde es von den Truppen von General Ezéchiel de Mélac erneut geplündert und niedergebrannt. Spätestens 1697 wurde mit einer Schmiede das älteste noch erhaltene Gebäude des Ortes errichtet. Es befindet sich in der Hauptstraße 38 und enthält die Jahreszahl auf dem oberen Türbalken. Im Jahre 1701 wurden von Herzog Eberhard Ludwig von Württemberg 28 Waldenserfamilien auf Grünwettersbacher Gemarkung angesiedelt. Auf 340 Morgen Land wurde der Grundstein zum Ort Palmbach gelegt.
Im Jahr 1806 kam der Ort über den Tausch- und Epurationsvertrag zum Großherzogtum Baden.
Das jetzige Rathaus von 1881 war früher der Sitz der Feuerwehr, der Polizei und des Gefängnisses. Heute ist die Verwaltung, das Einwohnermeldeamt, das Bauamt, das Amt für Bürger-Service und das Büro des Ortsvorstehers darin untergebracht. Grünwettersbach besitzt 70 Hektar Grünfläche.
Um eine Eingemeindung nach Karlsruhe zu verhindern, schlossen sich Grünwettersbach und Palmbach am 1. Januar 1972 zur Gemeinde Wettersbach zusammen, benannt nach dem Fließgewässer Wettersbach, das beide Ortschaften durchzieht. Am 1. Januar 1975 erfolgte die Eingemeindung Wettersbachs nach Karlsruhe dann doch. Beide Stadtteile erhielten ihre ursprünglichen Namen zurück.

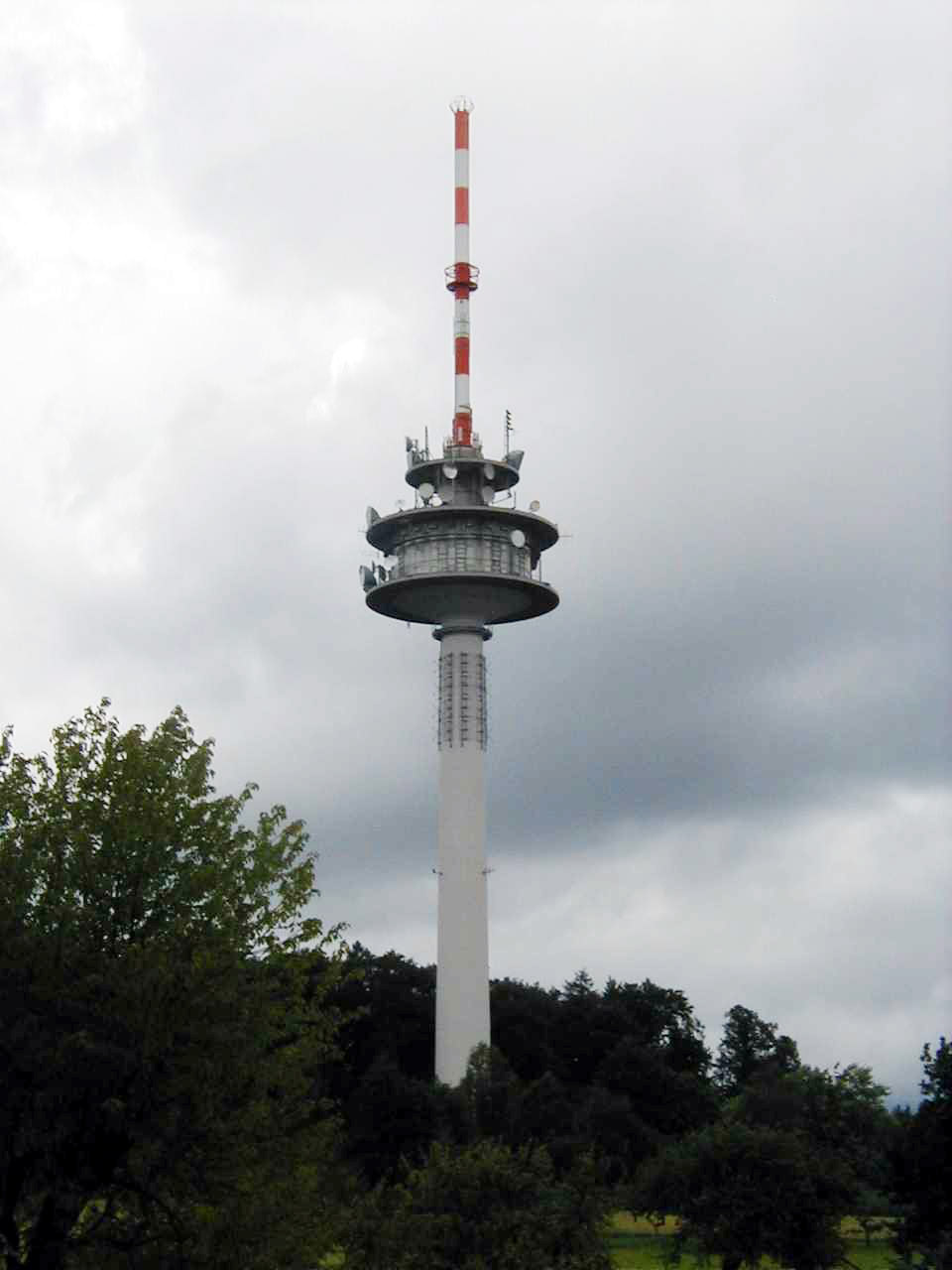
Fernmeldeturm

## Sehenswürdigkeiten

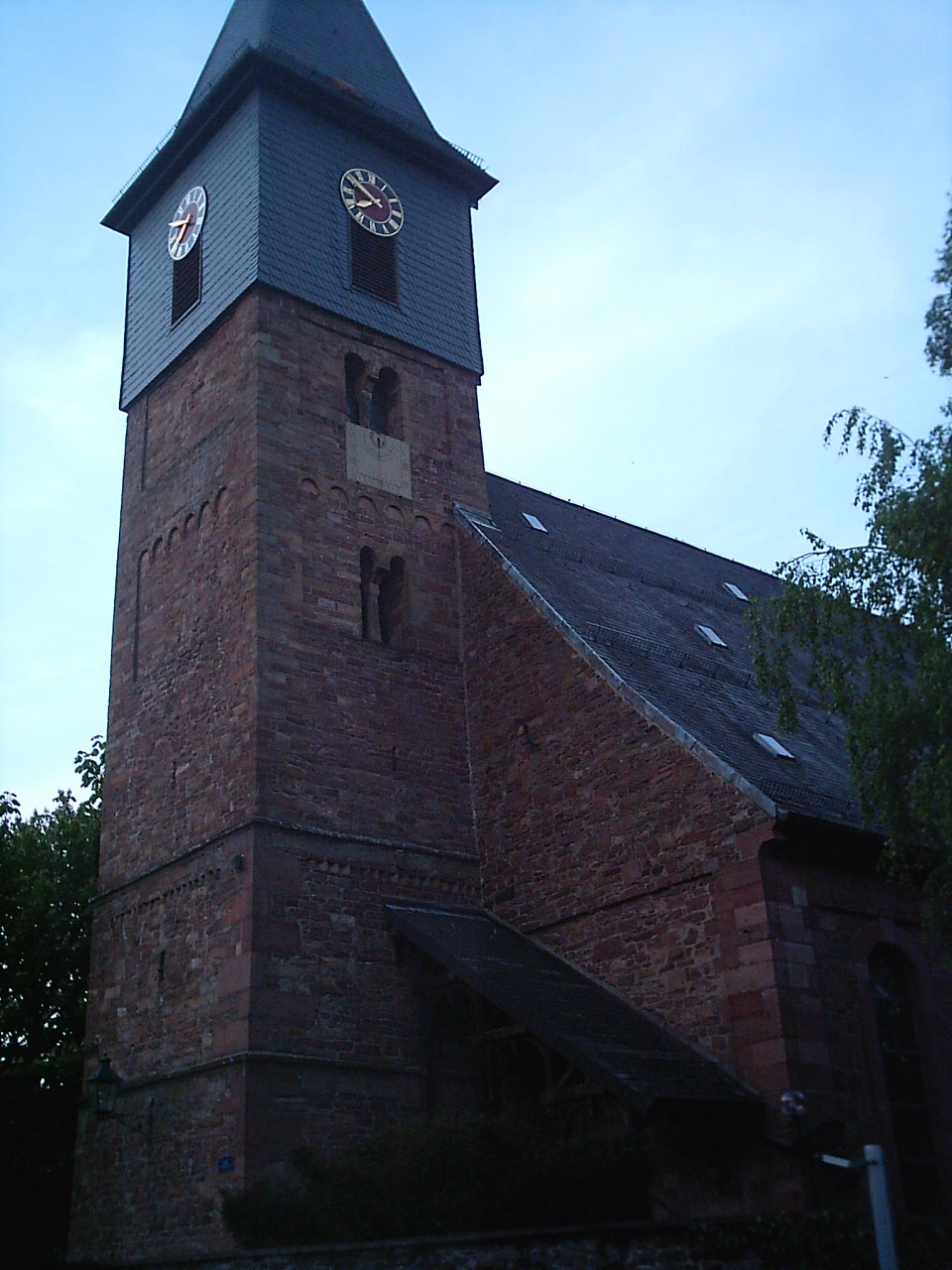
Evangelische Pfarrkirche St. Lucia

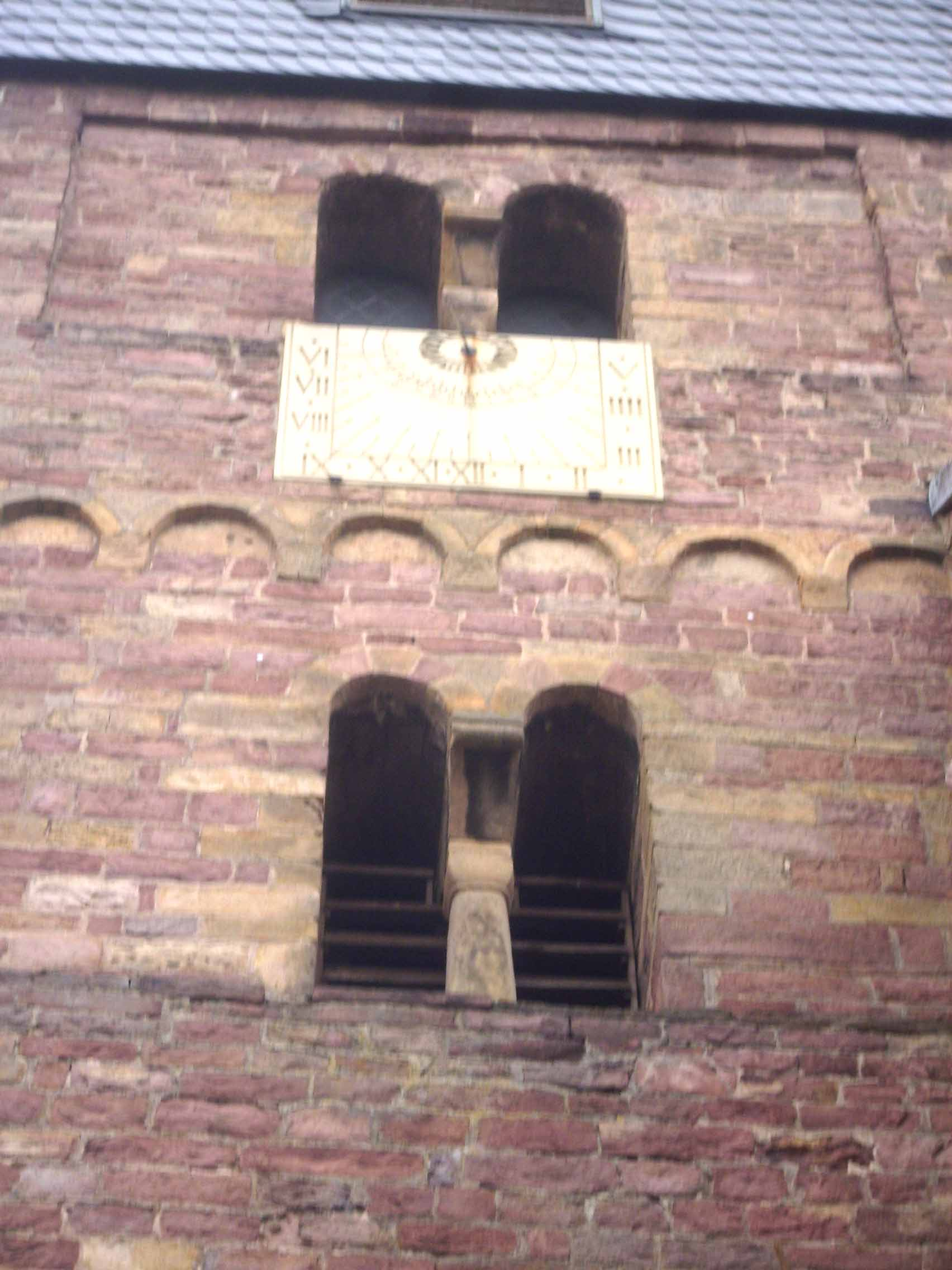
Biforien und Rundbogenfries des Kirchturms

Das älteste Bauwerk des Dorfes ist der romanische Kirchturm der Pfarrkirche St. Lucia, der aus dem 12. oder 13. Jahrhundert stammt. Das Langhaus der Kirche wurde 1781–82 durch Kirchenrats-Baumeister Wilhelm Friedrich Goez aus Ludwigsburg erneuert.
Im Zuge der Einführung der Reformation im Ort wurde die Pfarrkirche evangelisch.
Der Ort ist für den in weiten Teilen der Region sichtbaren 144 Meter hohen Fernmeldeturm Grünwettersbach bekannt. Der Turm ist ein Typenturm Typ „FMT 2“.
Im Jahre 2017 wurde der Skulpturenpark Wettersbach durch ein weiteres Kunstwerk ergänzt.

## Sport
Der ASV Grünwettersbach spielt mit seiner Herrenmannschaft in der ersten Tischtennis-Bundesliga. Die Heimspiele werden im 2015 eröffneten Tischtenniszentrum ASV Grünwettersbach ausgetragen.
2020 gewann der ASV den Deutschen Tischtennispokal.

## Öffentlicher Personennahverkehr
Grünwettersbach ist sehr gut an das Netz des Karlsruher Verkehrsverbundes (KVV) angeschlossen. Zur Hauptverkehrszeit besteht mit der Linie 47 und 47A eine Busverbindung im 10-Minuten-Takt zum Zündhütle (Straßenbahnhaltestelle) oder alle 20 Minuten zum Karlsruher Hauptbahnhof. Außerdem gibt es mit der Linie 27 eine Busverbindung nach Durlach. Von Montag bis Freitag gibt es seit Dezember 2018 neue Busverbindungen in den angrenzenden Landkreis Karlsruhe: Die Buslinie 158 nach Langensteinbach zum dortigen Langensteinbacher Bahnhof und zum SRH-Klinikum. Außerdem fährt der Schulbus zum Schulzentrum Langensteinbach.

## Söhne und Töchter der Gemeinde
- Wilhelm Claupein (1956–2023), Professor für Pflanzenbau an der Universität Hohenheim